# Гвозды (Себежский район)
Гвозды — деревня в Себежском районе Псковской области России. Входит в состав городского поселения Идрица.

## География
Находится на юго-западе региона, в северо-восточной части района, по берегу озера Кицковское.
Уличная сеть не развита.

## История
В 1802—1924 годах земли поселения Гвозды входили в Себежский уезд Витебской губернии.
В 1941—1944 гг. местность находилась под фашистской оккупацией войсками Гитлеровской Германии.
До 1995 года деревня входила в Максютинский сельсовет. Постановлением Псковского областного Собрания депутатов от 26 января 1995 года все сельсоветы в Псковской области были переименованы в волости и деревня стала частью Максютинской волости.
В 2015 году Максютинская волость, вместе с Гвозды и другими населёнными пунктами, была влита в состав городского поселения Идрица.

## Население
| 2001 | 2002 | 2010 |
| ---- | ---- | ---- |
| 25   | →25  | ↘16  |

Согласно результатам переписи 2002 года, в национальной структуре населения русские составляли 100 % от общей численности в 25 чел..

## Инфраструктура
Личное подсобное хозяйство.

## Транспорт
Деревня доступна по автодороге 58К-553 «Максютино — Радионово». Остановка общественного транспорта.